# Loxophlebia crusmatica
Loxophlebia crusmatica är en fjärilsart som beskrevs av Paul Dognin 1911. Loxophlebia crusmatica ingår i släktet Loxophlebia och familjen björnspinnare. Inga underarter finns listade i Catalogue of Life.